# Jiří Magál
Jiří Magál, né le 11 avril 1977 à Chrudim, est un fondeur tchèque. Il est médaillé de bronze aux Jeux olympiques d'hiver de 2010 en relais et totalise cinq participations aux jeux.

## Biographie
Aux Championnats du monde junior, il échoue deux fois au pied du podium, terminant quatrième du trente kilomètres en 1996 et 1997. En fin d'année 1997, il court sa première manche de Coupe du monde à Val di Fiemme, puis marque ses premiers points pour le classement général le mois suivant à Ramsau (25e). En 1998, il honore sa première sélection aux Jeux olympiques de Sapporo, où il arrive notamment 22e sur le trente kilomètres classique. Quatre ans plus tard, aux Jeux olympiques de Salt Lake City, il s'améliore avec le 19e rang au cinquante kilomètres classique en plus de finir septième avec le relais.
Il revient dans le top trente dans la Coupe du monde lors de la saison 2003-2004, prenant notamment la sixième place du quinze kilomètres libre à La Clusaz. En novembre 2005, il améliore ce résultat d'une place sur le même format à Kuusamo. Il confirme sa bonne forme avec une huitième place au cinquante kilomètres libre lors des Jeux olympiques de Turin.
C'est finalement lors de la saison 2006-2007 que Magál monte sur son premier podium avec ses coéquipiers en relais à Gällivare (3e), qui précède une participation à l'inaugural Tour de ski, dont il se place treizième. Lors des saisons suivantes, il connaît moins de réussite au niveau individuel, mais ajoute deux podiums en relais en Coupe du monde à son compteur : à Falun en 2008 et à La Clusaz en 2013. 
Entre-temps, il signe son meilleur résultat individuel aux Championnats du monde avec une treizième place à la poursuite en 2009 à Liberec.
Le plus grand succès de sa carrière est sa médaille de bronze aux Jeux olympiques d'hiver de 2010 à Vancouver en compagnie de Lukáš Bauer, Martin Jakš et Martin Koukal.
Le fondeur dispute sa dernière compétition majeure aux Jeux olympiques de Sotchi 2014, puis annonce la fin de sa carrière sportive.

## Palmarès

### Jeux olympiques
| Épreuve / Édition       | Épreuve / Édition                | Nagano 1998                      | Salt Lake City 2002              | Turin 2006                       | Vancouver 2010                      | Sotchi 2014 |
| Poursuite / Skiathlon   |                                  |                                  |                                  |                                  |                                     |             |
| 25 km                   | -                                | Épreuve inexistante à cette date | Épreuve inexistante à cette date | Épreuve inexistante à cette date | Épreuve inexistante à cette date    |             |
| 20 km                   | Épreuve inexistante à cette date | -                                | Épreuve inexistante à cette date | Épreuve inexistante à cette date | Épreuve inexistante à cette date    |             |
| 30 km                   | Épreuve inexistante à cette date | Épreuve inexistante à cette date | 14e                              | 38e                              | 43e                                 |             |
| 15 km                   |                                  |                                  |                                  |                                  |                                     |             |
| Classique               | Épreuve inexistante à cette date | 29e                              | -                                | Épreuve inexistante à cette date | -                                   |             |
| Libre                   | Épreuve inexistante à cette date | Épreuve inexistante à cette date | Épreuve inexistante à cette date | -                                | Épreuve inexistante à cette date    |             |
| 30 km                   |                                  |                                  |                                  |                                  |                                     |             |
| Classique               | 22e                              | Épreuve inexistante à cette date | Épreuve inexistante à cette date | Épreuve inexistante à cette date | Épreuve inexistante à cette date    |             |
| Libre départ groupé     | Épreuve inexistante à cette date | 43e                              | Épreuve inexistante à cette date | Épreuve inexistante à cette date | Épreuve inexistante à cette date    |             |
| 50 km                   |                                  |                                  |                                  |                                  |                                     |             |
| Libre                   | 47e                              | Épreuve inexistante à cette date | Épreuve inexistante à cette date | Épreuve inexistante à cette date | Épreuve inexistante à cette date    |             |
| classique               | Épreuve inexistante à cette date | 19e                              | Épreuve inexistante à cette date | Épreuve inexistante à cette date | Épreuve inexistante à cette date    |             |
| Libre départ groupé     | Épreuve inexistante à cette date | Épreuve inexistante à cette date | 8e                               | Épreuve inexistante à cette date | 52e                                 |             |
| Classique départ groupé | Épreuve inexistante à cette date | Épreuve inexistante à cette date | Épreuve inexistante à cette date | 29e                              | Épreuve inexistante à cette date    |             |
| Relais 4 × 10 km        | Relais 4 × 10 km                 | -                                | 7e                               | 9e                               | Médaille de bronze, Jeux olympiques | -           |

Légende :
- : troisième place, médaille de bronze
- : pas d'épreuve
- - : n'a pas participé à l'épreuve

### Championnats du monde
| Épreuve / Édition           | Sprint                           | Sprint                           | 15 km                            | 15 km                            | Poursuite / Skiathlon 2 × 15 km | 30 km                            | 50 km | Relais | Relais    |
| Épreuve / Édition           | libre                            | classique                        | libre                            | classique                        | Poursuite / Skiathlon 2 × 15 km | 30 km                            | 50 km | sprint | 4 x 10 km |
| Mondiaux 1999 Ramsau        | Épreuve inexistante à cette date | Épreuve inexistante à cette date | Épreuve inexistante à cette date | 60e                              | 39e                             | 37e                              | -     | —      | —         |
| Mondiaux 2001 Lahti         | 45e                              | Épreuve inexistante à cette date | Épreuve inexistante à cette date | 54e                              | -                               | —                                | 46e   | —      | —         |
| Mondiaux 2003 Val di Fiemme | —                                | Épreuve inexistante à cette date | Épreuve inexistante à cette date | 29e                              | 23e                             | 31e                              | 55e   | —      | 7e        |
| Mondiaux 2005 Oberstdorf    | Épreuve inexistante à cette date | —                                | 18e                              | Épreuve inexistante à cette date | 18e                             | Épreuve inexistante à cette date | 27e   | -      | 8e        |
| Mondiaux 2007 Sapporo       | Épreuve inexistante à cette date | —                                | 29e                              | Épreuve inexistante à cette date | 15e                             | Épreuve inexistante à cette date | -     | —      | 8e        |
| Mondiaux 2009 Liberec       | —                                | Épreuve inexistante à cette date | Épreuve inexistante à cette date | 30e                              | 13e                             | Épreuve inexistante à cette date | 17e   | —      | 11e       |
| Mondiaux 2011 Oslo          | —                                | Épreuve inexistante à cette date | Épreuve inexistante à cette date | —                                | 39e                             | Épreuve inexistante à cette date | 43e   | —      | 8e        |
| Mondiaux 2013 Val di Fiemme | Épreuve inexistante à cette date | -                                | 27e                              | Épreuve inexistante à cette date | 30e                             | Épreuve inexistante à cette date | 20e   | -      | 11e       |

Légende :
- : pas d'épreuve
- — : non disputée par Magál
- DNF : abandon

### Coupe du monde
- Meilleur classement général : 29e en 2007.
- 3 podiums en relais : 3 troisièmes places.

#### Classements en Coupe du monde
| Année     | Classement général final | Classement distance | Classement sprint |
| 1997-1998 | 85e                      | 59e                 |                   |
| 2003-2004 | 50e                      | 32e                 |                   |
| 2004-2005 | 42e                      | 24e                 |                   |
| 2005-2006 | 40e                      | 26e                 |                   |
| 2006-2007 | 29e                      | 30e                 |                   |
| 2007-2008 | 93e                      | 58e                 |                   |
| 2008-2009 | 75e                      | 49e                 |                   |
| 2009-2010 | 114e                     | 70e                 |                   |
| 2010-2011 | 115e                     | 65e                 |                   |
| 2011-2012 | 94e                      | 61e                 |                   |
| 2012-2013 | 103e                     | 65e                 |                   |
| 2013-2014 | 109e                     | 65e                 |                   |

### Universiades
- Médaille d'argent en relais en 2003 à Tarvisio.